# Christian Bernhard Hornbech
Christian Bernhard Hornbech (16. september 1772 i København – 2. maj 1855 sammesteds) var en dansk arkitekt.

## Biografi
Hornbech var søn af auktionsholder og auktionsassistent Hans Jensen Hornbeck (1738-1811) og Anna Sofie f. Møller (1742-1809). Han uddannede sig til bygmester ved Kunstakademiet i København, hvor han 1794-95 vandt sølvmedaljerne og den lille guldmedalje. Han arbejdede som bygningstegner for Nicolai Abildgaard ca. 1797-1803 bl.a. ved Levetzaus (Christian VIII's) Palæ, gården Nytorv 5 (Hartvig Frischs Gård) og bygninger i Frederiksberg Have (Apistemplet, grotter m. m.); istandsættelse af Bertel Thorvaldsens atelier og lejlighed på Charlottenborg (1817-18).
Efter at han i 1799 havde vundet den store guldmedalje for opgaven Et Søkadetakademi, måtte han og tre andre arkitekter, der havde store guldmedalje (Charles Stanley, Niels Jensen Dam og Lorentz Kreiser), konkurrere om rejsestipendiet. Da Stanley vandt prisen (oktober 1800), medens Hornbeck kun fik tre stemmer for sig, søgte denne en rejseunderstøttelse fra Fonden ad usus publicos, som han fik ved kgl. resolution af 17. juni 1803 med 300 Rdl. kurant om året, der forøgedes til i alt 2100 Rdl., hvortil kom, at han af Akademiet fra januar 1803 havde fået 100 Rdl. årligt i tre år. Han rejste over Tyskland til Italien, var fire år i Rom og rejste hjem over Frankrig og Holland.
Efter hjemkomsten blev han (7. marts 1808) agreeret og den 2. januar 1809 medlem af Kunstakademiet på opgaven Et Universitet. Forinden var han ved Peter Meyns død (1808) blevet kongelig bygningsinspektør for København, og i 1814 søgte han efter Boye Magens' død professoratet i bygningskunsten ved Akademiet. Det nåede han ikke, derimod fik han året efter fri bolig på Charlottenborg, og i 1823 blev han udnævnt til hofbygmester. Hans virksomhed som sådan, der varede til 1849, indskrænkede sig, som det synes, væsentligst til, hvad hans embede pålagde ham. Således opførte han Konsumtionshusene udenfor portene, havnekontorerne og lignende bygninger. 
Som hofbygmester påhvilede ham tilsynet med Charlottenborgs ydre vedligeholdelse, desuden med alt bygningsarbejde i de Akademiet selv forbeholdte lejligheder; byggede nytte- og forvaltningsbygninger, bl.a. konsumtionskontorerne uden for Nørreport, Vesterport og Amagerport (nu nedrevne), vagtbygningen ved Nyport (1828) og andre mindre bygninger for Told- og Havnevæsenet; 1829 beregninger til en hovedreparation af H.E. Freunds bolig på Materialgården; projekter til regulation af Christian V's Rytterstatue. I 1846, da tanken om Marmorkirkens fuldførelse atter var fremdraget, udstillede Hornbeck også et udkast dertil.
Han er begravet på Assistens Kirkegård.